# Prix Felix-Chayes
Pour les articles homonymes, voir Chayes.
Le prix Felix Chayes  est une distinction décernée tous les deux ans pour l'excellence de la recherche en pétrologie mathématique par l'International Association for Mathematical Geosciences (en) Association internationale des géosciences mathématiques (IAMG),. Le prix en argent, nommé d'après le géologue et pétrographe américain Felix Chayes, a été créé en 1997. 

## Lauréats
Les lauréats du prix sont :
- 1997 : Committee on Data Bases for Petrology
- 1999 : Hugh R. Rollinson
- 2001 : James Nicholls
- 2003 : Antonella Buccianti (en)
- 2005 : Eric Grunsky (en)
- 2007 : Hilmar von Eynatten
- 2009 : non décerné
- 2011 : Istvan Dunkl
- 2013 : Raimon Tolosana-Delgado (en)
- 2015 : Yongzhang Zhou
- 2017 : Clifford R. Stanley
- 2019 : Peter Filzmoser
- 2021 : Grethe Hystad
- 2023 : Pieter Vermeesch
- 2025 : Dario Grana